# Metepeira brunneiceps
Metepeira brunneiceps là một loài nhện trong họ Araneidae.
Loài này thuộc chi Metepeira. Metepeira brunneiceps được Lodovico di Caporiacco miêu tả năm 1954.